# Paul de Cossé Brissac
Pour les autres membres de la famille, voir Maison de Cossé-Brissac.
Pour les articles homonymes, voir Cossé et Brissac.
Paul de Cossé Brissac, né le 7 août 1892 à Brestot (Eure) et mort pour la France le 5 septembre 1918 à Bagneux[Passage contradictoire (Lieu de décès ne correspond pas avec l'infobox)] (Aisne), est un militaire français lors de la Première Guerre mondiale.

## Présentation
Il est le fils du comte Charles de Cossé Brissac et de la comtesse née Jeanne de Pérusse des Cars. Sa famille est engagée à l'Action française.
Paul de Cossé Brissac fait ses études au collège Saint-Louis de Gonzague. Il obtient un baccalauréat latin-sciences, latin-langues et philosophie et s'inscrit à l'Institut catholique de Paris en suivant en parallèle les cours de l'école des sciences politiques. Il est étudiant à la faculté de droit de 1910 à 1913.
En 1913, il fait son service militaire au 32e régiment de dragons. Lors du début de la Première Guerre mondiale, il est envoyé avec son régiment à la frontière belge et participe à tous les combats jusqu'en 1917. À sa demande, il est envoyé à Fontainebleau pour suivre les cours d'officiers d'artillerie. En février 1918, il est affecté comme aspirant au 116e régiment d'artillerie lourde avant d'être nommé sous-lieutenant en juillet 1918. Le 4 septembre 1918, il est touché par un obus à Juvigny et décède de ses blessures le lendemain,.

Il fait l'objet d'une citation à l'ordre du 30e corpsd'armée :

« Excellent officier, au front depuis le début de la campagne. A toujours montré un mépris du danger et une crânerie sous le feu dignes des plus grands éloges. Tué à son poste de combat, dans la nuit du 3 au 4 septembre 1918, alors que sa batterie était soumise à un violent tir de harcèlement. »

## Liens annexes
- Ressource relative aux militaires :   - Mémoire des hommes